# Misato Nonaka
Misato Nonaka (野中美郷, Nonaka Misato, née le 20 avril 1991 à Fukuoka, au Japon) est une chanteuse et idole japonaise, membre du groupe de J-pop AKB48 (team K). Elle est sélectionnée en 2008, et débute avec la team K en mars 2010.